# Stagnicola montanensis
Stagnicola montanensis е вид охлюв от семейство Lymnaeidae. Видът не е застрашен от изчезване.

## Разпространение
Разпространен е в Канада (Албърта) и САЩ (Айдахо, Монтана, Невада, Уайоминг и Юта).